# Андрійчук Володимир Андрійович
Володи́мир Андрі́йович Андрійчу́к (нар. 7 лютого 1950, с. Карначівка Лановецького району Тернопільської області) — український вчений-світлотехнік. Наукова діяльність стосується застосування та розробки опромінювальних установок для механізації окремих галузей рослинництва. Доктор технічних наук (2003).

## Життєпис
Закінчив Вербовецьку СШ Лановецького району (1967), фізичний факультет Львівського державного університету (1972). У 1972–1985 роках працював у цьому виші: інженером, старшим інженером кафедри фізики напівпровідників; старшим науковим співробітником НДС.
Від 1985 — доцент кафедри енергетики Тернопільського філіалу Львівського політехнічного інституту (нині ТНТУ), Від 1985 — доцент кафедри енергетики Тернопільського філіалу Львівського політехнічного інституту (нині ТНТУ), 1991 — доцент кафедри електротехніки та світлотехніки, згодом  — професор і завідувач цієї кафедри. З 2017 року — професор кафедри електричної інженерії, що утворилась унаслідок обє'днання кафедр «Ствітлотехніки та електротехніки», «Енергозбереження і енергетичного менеджменту» та «Систем електроспоживання та комп'ютерних технологій в електроенергетиці» .

## Доробок
Автор близько 40 наукових праць, має 6 патентів на винаходи. Переможець конкурсу наукових проектів Державного фонду фундаментальних досліджень як керівник проекту «Моделювання фотобіологічних процесів у змінних світлових полях».